# Sarov (ort i Azerbajdzjan, Tärtär)
Sarov (azerbajdzjanska: Bəyimsarov) är en ort i Azerbajdzjan.   Den ligger i distriktet Tərtər Rayonu, i den centrala delen av landet, 250 km väster om huvudstaden Baku. Sarov ligger 132 meter över havet och antalet invånare är 2 591.
Terrängen runt Sarov är lite kuperad. Närmaste större samhälle är Terter, 15,1 km söder om Sarov.
Trakten runt Sarov består till största delen av jordbruksmark. Runt Sarov är det ganska tätbefolkat, med 149 invånare per kvadratkilometer.